# 김일성훈장
김일성훈장(金日成勳章)은 1972년 3월 20일 조선민주주의인민공화국 최고인민회의 상임위원회 정령으로 제정된 훈장으로, 2012년 2월 3일에 제정된 김정일훈장과 더불어 조선민주주의인민공화국의 최고 훈장이다. 국기훈장 제1급이 함께 수여된다.

## 변천

### 2012년 6월 20일
2012년 2월 제정된 김정일훈장이 김정일의 '태양상'으로 제정된 것에 맞추어 1972년 창작된 기존의 초상을 김일성의 '태양상'으로 교체하였다.

## 참고 문헌
- Warren E. Sessler & Paul McDaniel jr. 《Military and civil awards of the Democratic People's Republic of Korea (DPRK)》, 16 ~ 28p.
- 《조선중앙년감 1972》 조선중앙통신사, 1973
- 《조선중앙통신》 2012년 6월 22일